# Hanengretji
Hanengretji är en bergstopp i Schweiz.   Den ligger i regionen Prättigau/Davos och kantonen Graubünden, i den östra delen av landet, 180 km öster om huvudstaden Bern. Toppen på Hanengretji är 2 542 meter över havet, eller 43 meter över den omgivande terrängen. Bredden vid basen är 0,27 km.
Terrängen runt Hanengretji är bergig österut, men västerut är den kuperad. Närmaste större samhälle är Davos, 4,8 km öster om Hanengretji. 
I omgivningarna runt Hanengretji växer i huvudsak blandskog. Runt Hanengretji är det ganska glesbefolkat, med 40 invånare per kvadratkilometer.